# Apodibius confusus
Apodibius confusus är en djurart som tillhör fylumet trögkrypare, och som beskrevs av Hieronymus Dastych 1983. Apodibius confusus ingår i släktet Apodibius och familjen Necopinatidae. Inga underarter finns listade i Catalogue of Life.